# Astronomia podczerwona
Astronomia podczerwona – dział astronomii badający ciała niebieskie przez wysyłaną przez nie podczerwień, tzn. promieniowanie elektromagnetyczne w zakresie fal o długości od ok. 1 μm do ok. 1 mm. 
Przełomowe znaczenie dla astronomii podczerwonej miało umieszczenie w 1983 r. poza atmosferą pierwszego satelity do badań w podczerwieni IRAS.